# Castell de Dosrius
El Castell de Dosrius fou un castell situat al cim d'un turó (246 m) al nord de Dosrius, al Maresme, i en l'actualitat només en queden runes.

## Descripció
Queden restes de murs en un turonet al nord del poble. L'edifici no sembla haver estat gaire gran. Les poques restes que encara queden, mig amagades per la vegetació, defineixen la planta d'una torre rectangular, orientada d'est a oest, d'uns 16,5 x 10,7 m amb parets d'1 m d'ample.
Subsisteix una bona part de la paret nord, alçada amb un aparell de pedres de mida molt variada, disposades en filades no gaire regulars, tot i que força horitzontals, i lligades amb un morter de calç amb molta sorra, de color grisenc i no gaire consistent. Presenta, a més, senyals d'haver estat emblanquinada exteriorment, almenys en part.
Queden restes d'espitlleres i una sèrie de forats que permeten suposar que l'edifici tenia, almenys, dues plantes per sobre de la planta baixa.

## Història

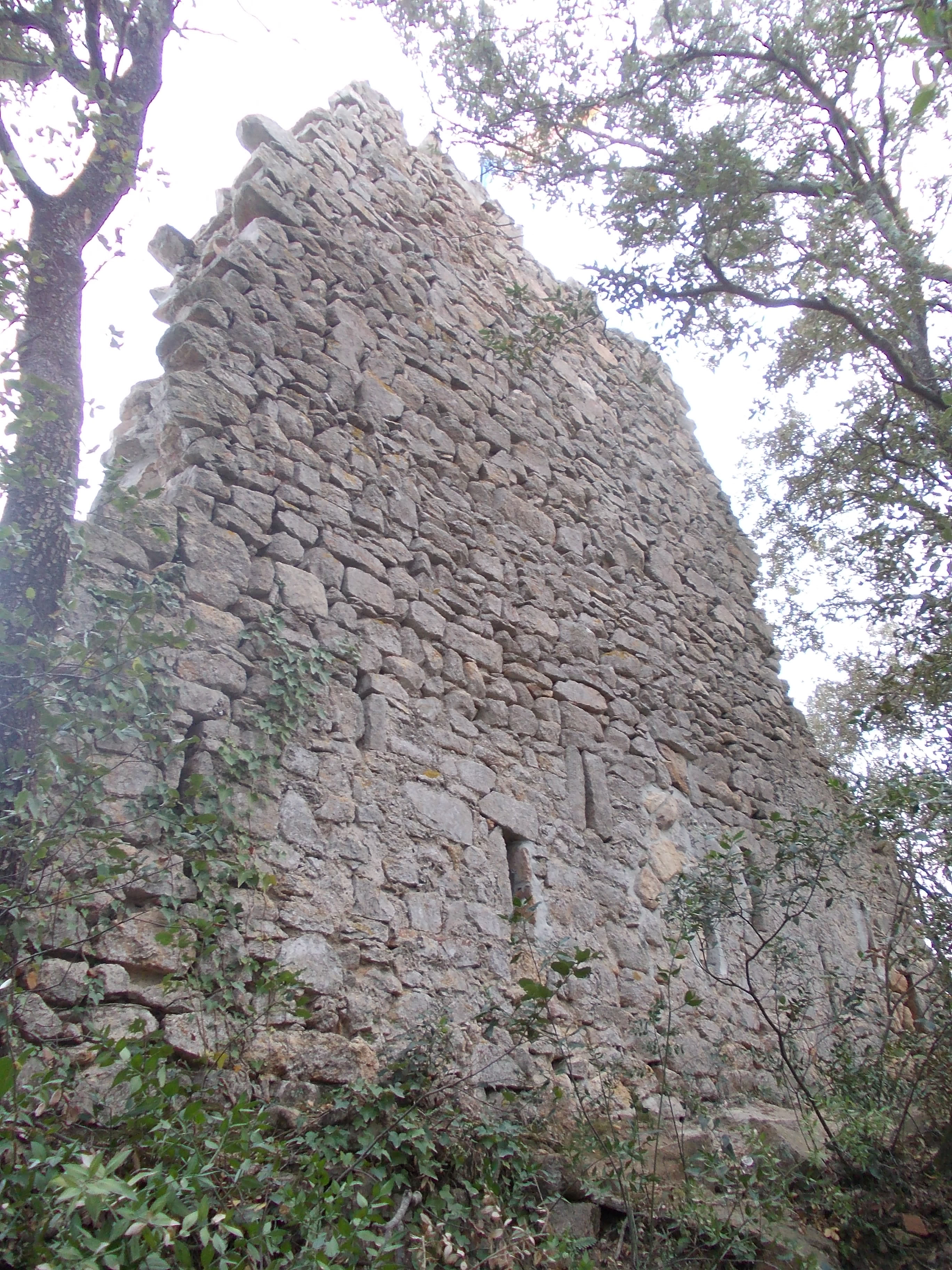
Mur nord del castell

El castell de Dosrius apareix documentat el 1114 com a castell de "Duos Rivos" i el 1128 com a "Duorum Rivium".
Era un castell termenat que a mitjan segle xi es repartí les terres de l'efímer castell de Sant Vicenç de Montalt amb el castell de Mataró i passà, el 1114, sota la jurisdicció del monestir benedictí de Sant Pere de Casserres. N'era feudatària per aquest castell, que comprenia entre les seves terres Canyamars però no el Far, la família cognomenada "Dosrius", que el 1277 passà per matrimoni als Cartellà. Els Cartellà compraren el 1453 a Casserres el domini directe i alodial del castell i la baronia de Dosrius i s'intitularen barons de Dosrius i Canyamars i en aquesta mateixa època el llinatge es fusionà amb el de Sentmenat, que mantingué la jurisdicció fins a la fi de l'antic règim i que encara avui són propietaris de les restes del castell. El 1690, quan feia més d'un segle que havia estat suprimida la comunitat de Sant Pere de Casserres, el rei Carles II d'Espanya va crear el marquesat de Castelldosrius a favor de Manuel de Sentmenat Oms de Santa Pau.